# Maikop-Uliap-Maikop
La Maikop-Uliap-Maikop és una cursa ciclista d'un dia que es disputa amb inici i final a Maikop, a Rússia. La primera edició data del 2015 ja formant part del calendari de l'UCI Europa Tour.

## Palmarès
| Any  | Vencedor     | Segon           | Tercer       |
| ---- | ------------ | --------------- | ------------ |
| 2015 | Ivan Balikin | Timofei Kritski | Roman Maikin |